# 光明站 (京畿道)
光明站（：／ Gwangmyeong yeok */?）是京釜高速線沿線的一座地下車站，位於韓國京畿道光明市日直洞。工程臨時站名是「南首爾站」（남서울역），通車後改現名，首爾地鐵7號線的光明站也因之改名為「光明十字路口站」。本站有KTX列车及首都圈電鐵1號線穿梭列车停靠。廣域鐵道新安山線及京江線月串－板橋延伸段開通後，將於本站與1號線交會轉乘。

## 車站結構
1樓為大堂，地下1樓為閘口，地下2樓為月台的構造的地底車站（掘削站）。
大堂分為東側與西側2個。東側設有4個出口，西側亦設有4個，合計8個。
KTX用的閘口分別設於上下月台，上行、下行各2個。光明穿梭用的閘口另外設於上下月台並完全分離，下行月台（下車月台）除出閘以外沒有其他移動方法。
2面2線的對向式月台夾着島式月台2面4線與2條通過線，合計4面8線。兩端的月台為容許光明穿梭用的通勤型列車入線而改造。

### 月台配置

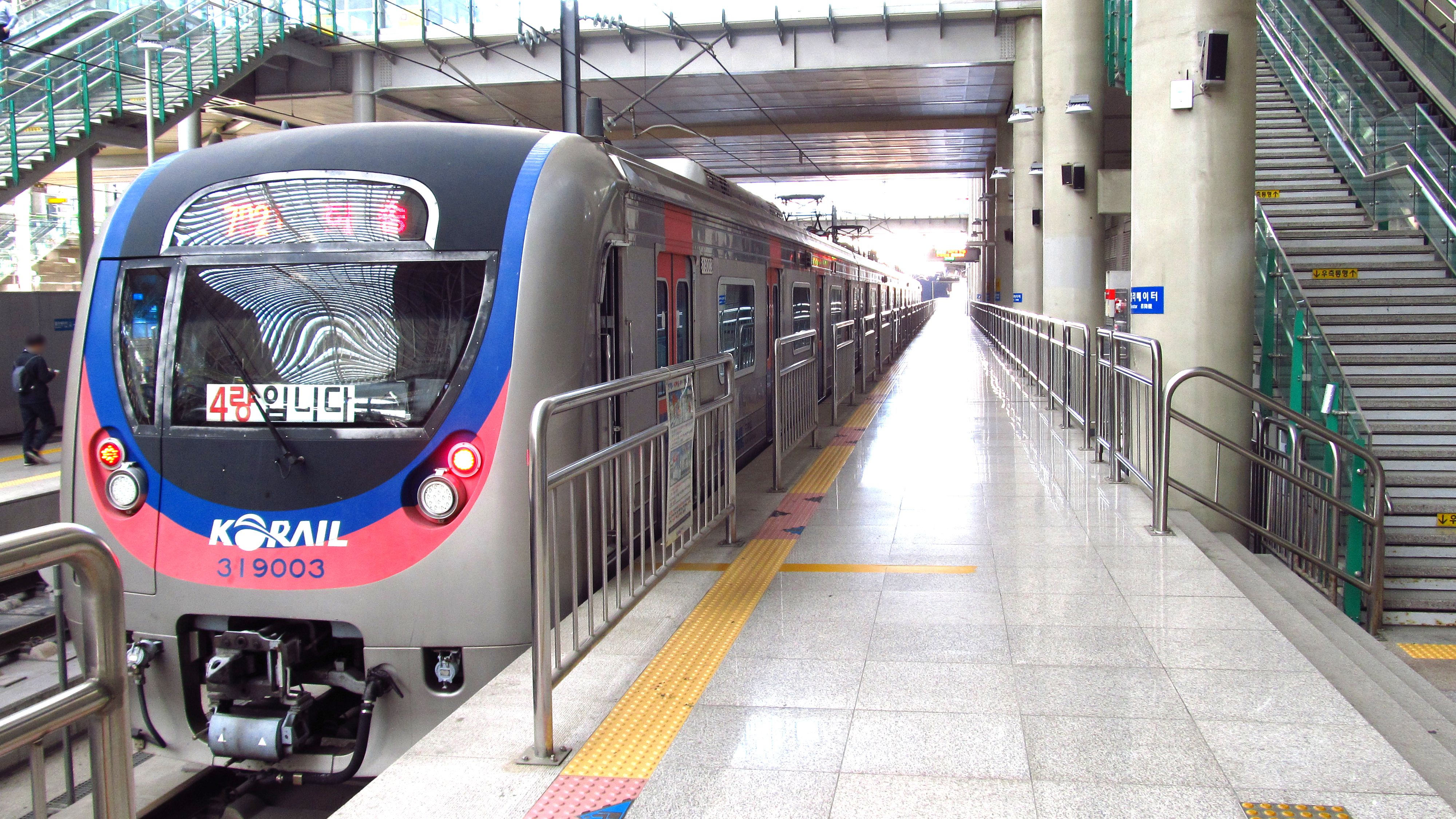
首都圈電鐵1號線列车停靠

※光明穿梭用月台沒有設定月台編號。
| ↑衿川區廳（1號線）/龍山（KTX）↑    |
| \| ３１ \| ２４ \| 下              |
| 起終點站（1號線）/天安牙山（KTX）↓ |

| 月台 | 路線             | 目的地                                           |
| ---- | ---------------- | ------------------------------------------------ |
| 上行 | ●首都圈電鐵1號線 | 九老、永登浦方向                                 |
| 3、1 | KTX              | 龍山、首爾、幸信方向                             |
| 2、4 | KTX              | 釜山、晉州、浦項、光州松汀、木浦、麗水世博會方向 |
| 下行 | ●首都圈電鐵1號線 | 此站終着                                         |

## 历史
- 1994年10月14日：車站位置確定。
- 1999年12月：本站站房動工。
- 2000年8月28日：原站名南首爾站（남서울역）改為現今站名。
- 2004年3月27日：本站站房竣工。
- 2004年4月1日：以普通站開始營業。
- 2006年12月15日：首都圈電鐵1號線（龍山－光明站間接駁電鐵）開通。
- 2008年12月1日：接駁電鐵的起終點站縮短至永登浦站，改為4輛1編組。
- 2011年2月11日：發生日直隧道KTX列車脫線事故（朝鲜语：대한민국의 철도 사고 목록#일직터널 KTX 열차 탈선 사고）。
- 2012年12月4日：改為CTC控制運轉簡易站。
- 2016年9月24日：京江線通車，本站編號由K410變更為P144-1。

## 光明站城市機場航站樓
位於本站2樓，設有航空公司報到櫃檯、出入國管理辦事處、城市機場兵務申報所、海關申報所，另有營運豪華禮賓巴士、專用候機室等，已於2018年1月16日啟用。
以下航空公司可辦理報到手續：
- 大韓航空
- 韓亞航空
- 濟州航空
- 易斯達航空
- 德威航空
- 首爾航空
- 真航空（2018上半年辦理）

## 车站周边
- 西海岸高速公路
- 京仁第二高速公路
- 宜家家居 光明店
- 樂天百貨 光明店(Outlet)
- 光明洞窟，礦坑改建成的旅遊景點